# Lillfjätans naturreservat
Lillfjätans naturreservat är ett naturreservat i Älvdalens kommun i Dalarnas län.
Området är naturskyddat sedan 2021 (en del var tidigare domänreservat) och är 147 hektar stort. Reservatet ligger nordost om Idre och består av grandominerad naturskog samt omgivande sumpskog och rikkärr.